# 马祖塔亭
马祖塔亭位于中国江西省宜春市靖安县宝峰镇宝峰寺内，1957年被列为江西省文物保护单位，2013年被列为全国重点文物保护单位。
马祖道一是唐朝佛教禅宗大师，六祖慧能之再传弟子，师承南岳怀让。马祖圆寂后建塔，藏舍利子于塔内。马祖塔亭始建于唐贞元七年（791年），会昌法难（846年）时被毁，大中四年（850年）重建，赐名大庄严塔，赐寺名“宝峰”。北宋元丰八年（1085年）建塔亭。文革中墓塔被毁，塔亭尚存，当时在塔基深处地宫中发现石函，内有金银盖罐一只，盛有骨灰。1993年按旧貌复原修复。墓塔汉白玉雕成，呈四方形，两层。亭为六边形，花岗岩制，正中石梁刻有“圣宋元丰岁己巳五月癸巳朔二十八日庚申琢玉重新建造”。